# Slag bij Kirksville
De Slag bij Kirksville was een veldslag in de Amerikaanse Burgeroorlog, die plaatsvond tussen 6 augustus en 9 augustus 1862. Deze overwinning versterkte de Noordelijke greep op noordoostelijk Missouri.

## De slag
De Zuidelijke kolonel Joseph C. Porter rekruteerde in Macon (ten zuiden van Kirksville) soldaten voor de Zuidelijke zaak. Hij had reeds een brigade verzameld van ongeveer 1.500 tot 2.500 slecht bewapende en getrainde mannen. In Kirksville was de Zuidelijke zaak populair. In de omliggende dorpen en steden droeg de bevolking de Noordelijke zaak in het hart. Porter werd naar Kirksville gehaald door de Zuidelijke kapitein Tice Cain, een boer die 500 nieuwe rekruten zou hebben.
De Noordelijke kolonel John McNeil van de 2nd Missouri Cavalry had ongeveer 1.000 soldaten onder zijn bevel. Hij achtervolgde Porter al een week. Even voor de middag op 6 augustus viel McNeil Porter aan in Kirksville. De Zuidelijken hadden zich in de huizen, in winkels, in het gerechtsgebouw en tussen de gewassen in de velden verstopt. Hun aanwezigheid werd opgemerkt door een Noordelijke patrouille die naar het dorpsplein gereden was om de Zuidelijken uit hun tent te lokken. Deze daad kostte twee Noordelijke cavaleristen het leven. McNeil stelde zijn artillerie op voor hij in slaglinie oprukte naar het dorpsplein. De artilleriebeschieting demoraliseerde de verdedigers. Sommigen trokken zich terug naar het westelijk deel van het plein.
De Noordelijken rukten op in twee vleugels. Luitenant kolonel William F. Shaffer stond op de rechtervleugel. Majoor Henry Clay Caldwell van de 3rd Iowa nam de linkervleugel voor zijn rekening. Ze slaagden erin om de Zuidelijken uit het gerechtsgebouw te verdrijven. Ze trokken zich terug naar het westelijk deel van het plein. Van hieruit schoten de Zuidelijken salvo na salvo af op McNeills soldaten. Uiteindelijke werden de Zuidelijken toch onder de voet gelopen. De slag was rond 11.00u begonnen. Alles was rond 14.00u afgelopen.
De Noordelijken namen het stadje in. Vele Zuidelijken werden gevangengenomen. Een ander deel kon ontsnappen. Drie dagen later werd de rest van Porters eenheid vernietigd in de buurt van Kirksville.

## Gevolgen
Volgens een brief van ene J. Martin, inwoner van Kirksville, verloren de Zuidelijken ongeveer 200 man terwijl de Noordelijken slechts 30 slachtoffers telden. McNeills officieel rapport meldde 150 doden en 300 tot 400 gewonden langs Zuidelijke zijde en 6 doden en 32 gewonden langs Noordelijke zijde. John L. Porter vroeg en kreeg toestemming om de Zuidelijke gewonden te behandelen. De Zuidelijke gesneuvelden werden begraven in verschillende massagraven in Forest Llewellen Cemetery. De Noordelijke overwinning hielp hun greep op het noordoosten van Missouri te verstevigen.